# 남지읍
남지읍(南旨邑)은 경상남도 창녕군의 읍이다. 낙동강 유역 중 유수의 하항으로서 정미·조면이 성하고 낙동강 수운을 이용하여 농산물의 반출이 성하여 발전이 빠르다.

## 연혁
- 1896년 조선 고종원년 창녕군 남곡면과 영산군 도사면으로 분리되었음.
- 1914년 3월 1일 행정구역 조정으로 영산군을 창녕군에 병합 남곡면으로 칭하였음
- 1936년 4월 1일 남곡면을 남지면으로 개칭
- 1963년 1월 1일 남지읍으로 승격[1]
- 1964년 6월 1일 하천구역 인정고시 [건설부 897호] (남송교기점 용산까지)
- 1969년 1월 13일 도시계획결정 확정고시 (지적)
- 1976년 12월 7일 농지보존을 위한 도시계획재정비[2]
- 1992년 5월 27일 남지토지구획정리조합 설립 및 사업시행 허가[3]
- 1995년 7월 31일 도시계획 재변경 결정 지적승인 [경남도고시 137호]

## 행정 구역
- 남지리(南旨里): 행정복지센터 소재지.
- 고곡리(鼓谷里)
- 대곡리(大谷里)
- 마산리(馬山里)
- 반포리(泮浦里)
- 성사리(成士里)
- 수개리(樹介里)
- 시남리(詩南里)
- 신전리(新田里)
- 아지리(阿支里)
- 월하리(月下里)
- 용산리(龍山里)
- 칠현리(漆峴里)
- 학계리(鶴桂里)

## 교육
- 동포초등학교 (남지리)
- 남지초등학교 (남지리)
  - 반포분교 (폐교) - 남지읍 박진로 627 (반포리)
  - 월상분교 (폐교) - 남지읍 월상길 27 (월하리)
- 남곡초등학교 (폐교) - 남지읍 고곡길 30 (고곡리)
- 남지여자중학교 (남지리)
- 남지중학교 (마산리)
- 남곡중학교 (폐교) - 남지읍 고곡길 15-2 (고곡리)
- 남지고등학교 (남지리)